# 유희왕 GX (만화)
유희왕 GX(유희왕 듀얼몬스터즈 GX)는 2006년 2월부터 2011년 5월까지 V점프에 연재된 만화이다. 작가는 타카하시 카즈키의 어시스턴트 카게야마 나오유키가 맡았다. 동명의 애니메이션과는 설정 등이 다르다. 그리고 애니메이션인 유희왕 GX가 있다.

## 등장 인물
- 듀얼 링크스